# 天文街道
天文街道是中华人民共和国重庆市南岸区下辖的一个街道办事处。

## 行政区划
天文街道下辖以下村级行政区划单位：
水云路社区、中一路社区、玉马路社区、兴塘路社区、梨花路社区。